# Man and His Kingdom
Man and His Kingdom er en britisk stumfilm fra 1922 af Maurice Elvey.

## Medvirkende
- Valia som Lucia Rimarez
- Harvey Braban som Sagasta
- Bertram Burleigh som Eugene Rimarez
- Lewis Gilbert som Rimarez
- Gladys Jennings som Ternissa Dennison
- M.A. Wetherell som Gregory Dane